# Need for Speed: Shift
Need for Speed: Shift es la decimotercera entrega de la serie de videojuegos de carreras Need for Speed desarrollado por Slightly Mad Studios y publicado por Electronic Arts. Fue anunciado en enero junto a otros dos videojuegos: Need for Speed: Nitro y Need for Speed: World. Se centra menos en el estilo arcade de ediciones anteriores, y da más prioridad a la simulación. Se lo ha descrito como un videojuego de carreras hecho por corredores y para corredores.
Con una llegada a las tiendas europeas el 17 de septiembre, este nuevo capítulo de la serie se enfoca en las carreras, y cuenta con una conducción realista y daños en tiempo real.
.
Gracias al éxito comercial de Shift, EA adquirió los derechos para desarrollar una secuela titulada, Shift 2: Unleashed. El juego fue lanzado en marzo de 2011.

## Jugabilidad

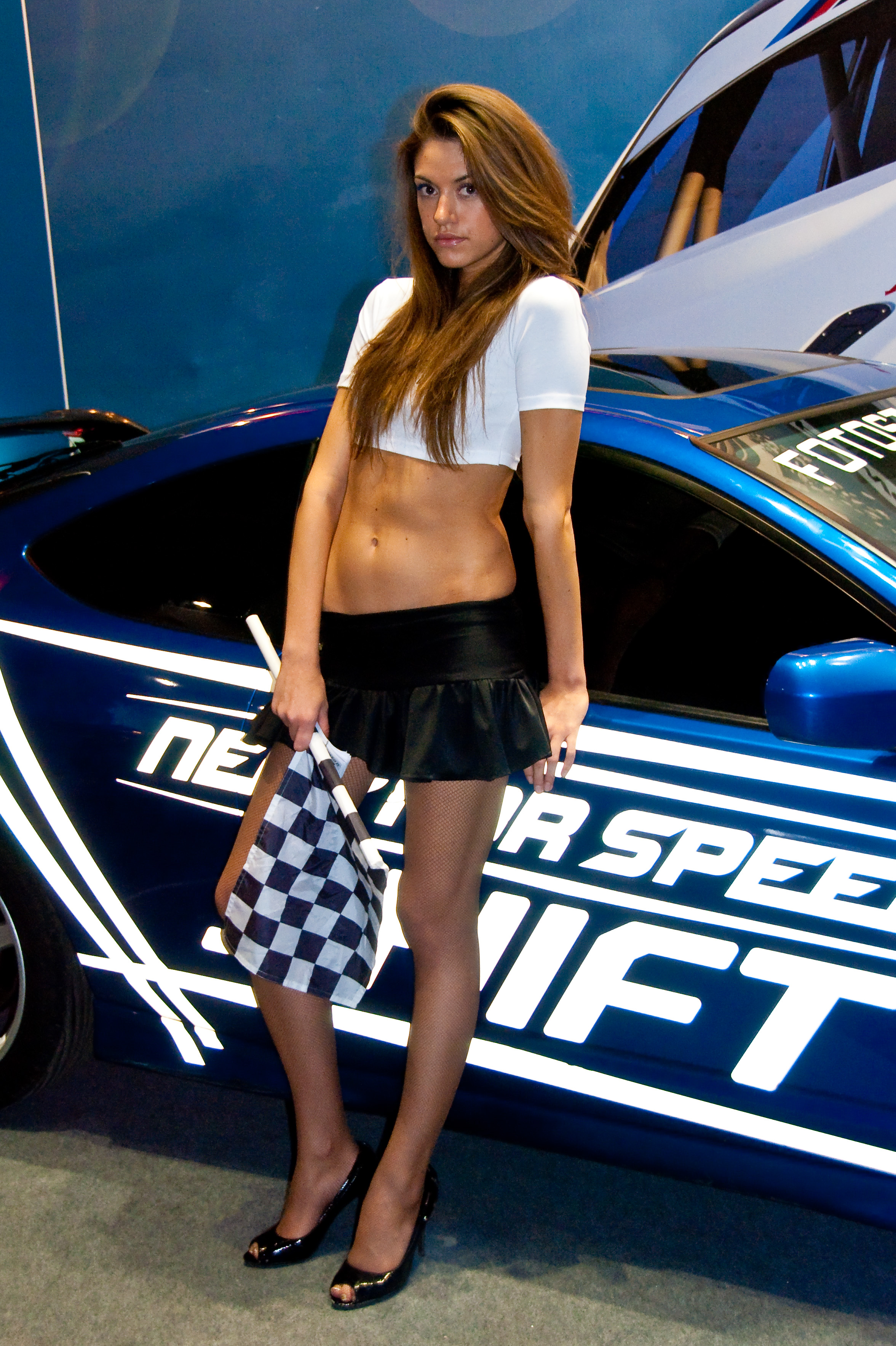
Promoción del juego en IgroMir 2009.

Al igual que en su predecesor ProStreet, Shift vuelve con el modo de carreras de simulación. Aunque los dos juegos son similares, el manejo de Shift es mucho más realista y no contiene una historia. Al iniciar el modo carrera, el jugador debe hacer un manejo de pruebas para decidir la configuración del coche. Una vez completado, al jugador se le da la bienvenida al NFS World Tour, y deberá competir en las carreras para no solo ganarlas y desbloquearlas, sino también obtener estrellas que te permitan comprar otros automóviles.

## Automóviles
Los automóviles están en ubicación secuencial del juego:
| Coche                        | Precio                                                       |
| ---------------------------- | ------------------------------------------------------------ |
| Volkswagen Golf GTi          | $23.000                                                      |
| Mazda RX-8                   | $27.000                                                      |
| Mitsubishi Lancer Evolution  | $55.000                                                      |
| Subaru Impreza WRX STi       | $65.000                                                      |
| Nissan 370Z (Z34)            | $55.000                                                      |
| Nissan Skyline GT-R (R34)    | $70.000                                                      |
| Porsche Cayman S             | $110.000                                                     |
| Dodge Challenger Concept     | $52.000                                                      |
| Ford Shelby GT500            | $90.000                                                      |
| Audi R8                      | $135.000                                                     |
| Mercedes-Benz SL65 AMG       | $140.000                                                     |
| Ford GT                      | $220.000                                                     |
| Chevrolet Corvette ZO6       | $210.000                                                     |
| Porsche 911 GT2              | $250.000                                                     |
| Lamborghini Gallardo         | $220.000                                                     |
| Lamborghini Murciélago LP650 | $300.000                                                     |
| Pagani Zonda F               | $900.000                                                     |
| Aston Martin DBR9            | Completar 4-3 Duelo en Gira Mundial para ganar este coche    |
| Maserati MC12 GT1            | Alcanzar nivel 20 para ganar este coche                      |
| BMW M3 GT2                   | Completar 4-7 Circuito en Gira Mundial para ganar este coche |

Se dividen en cinco niveles.
- Nivel 1: automóviles de nivel promedio.
- Nivel 2: automóviles de alto rendimiento.
- Nivel 3: automóviles de lujo.
- Nivel 4: los super autos, conocidos como los Hypercars.

## Carreras
Existen 19 carreras en total, incluyendo los que existen realmente como: Mazda Raceway Laguna Seca, Silverstone, Brands Hatch, Road America, entre otros conocidos. Algunas de estas carreras también aparecieron en otros videojuegos de carreras, especialmente en Gran Turismo.
Circuito: Una carrera de circuito es un territorio de carrera cerrado de tres vueltas. Hay que concentrarse y ganar.
Sprint: Una carrera de sprint es la unión de un punto A con u punto B en donde puede pasar de todo, conocer la carrera te ayudara a ganar.
Duelo: Compites tú con el coche más prestigioso de cada nivel. Es un circuito de dos vueltas, tú solo acelera y quédate en el primer puesto.
Cronometrada: Corres contra el reloj. Para ganar debes estar entre los tres mejores tiempos de cada carrera. Solo tu mejor tiempo de una de las tres vueltas vale.
Eliminación: El que queda último en tres vueltas es eliminado. Concéntrate en ganar
Drift: La carrera más difícil para los teléfonos móviles. Tienes que conseguir la máxima puntuación para ganar (consejo para móvil: Cuando se derrapa en una curva por ejemplo a la derecha y quieres que el coche se enviste hacia la izquierda tienes que girar despacio el coche hacia la izquierda o al sentido contrario (Derecha) eso ayuda a ganar más puntos de drift).
Cara a Cara: Una corta carrera de sprint. Similar al duelo pero con un toque diferente. Corres tú y otro oponente con coches del mismo fabricante y todas las prestaciones. Para ganar más puntos tienes que ganar con 5:00 segundos de diferencia como mínimo sobre tu oponente. En caso contrario, puedes intentar ganar simplemente la carrera ya que es demasiado corta

## Recepción y crítica
Need for Speed Shift recibió críticas y puntuaciones muy favorables. Metacritic le otorgó una puntuación de 83% para las consola Xbox 360, PC y 84% para la versión de PlayStation 3. Game Rankings también dio puntos favorables: 82% para Xbox 360, PC y 83% para PS3.